# Технолошка школа Параћин
Технолошка школа у Параћину је једна од четворогодишњих средњих школа на територији општине Параћин и функционише у оквиру образовног система Републике Србије.
Школа је основана 1990. године као Текстилно технолошка школа, да би 1999. године добила данашње име.
У школи се обавља специјалистичко образовање у следећим образовним профилима:
- Хемија и неметали
  - техничар за индустријску фармацеутску технологију – 4. степен стручности
  - техничар за заштиту животне средине – 4. степен стручности
  - техничар за козметичку технологију - оглед – 4. степен стручности
- Пољопривреда, производња и прерада хране
  - пекар – 3. степен стручности
  - прехрамбени техничар - 4. степен стручности
- Личне услуге
  - женски фризер – 3. степен стручности
  - педикир и маникир – 3. степен стручности
- Здравство и социјална заштита
  - Фармацеутски техничар – 4. степен стручности